# Bill's Sweetheart
Pour plus de détails, voir Fiche technique et Distribution.
Bill's Sweetheart est un film muet américain réalisé par J. Searle Dawley et sorti en 1913.

## Fiche technique
- Réalisation : J. Searle Dawley
- Scénario : Helen Coombes
- Date de sortie : États-Unis : 1913

## Distribution
- Sydney Ayres : Bill
- Betty Harte : Little Maverick (adulte)
- Dick La Reno : Joe Black